# Rebecca Parris
Pour les articles homonymes, voir Parris.
Rebecca Parris (28 décembre 1951 à Newton, Massachusetts - 17 juin 2018) est une chanteuse américaine de jazz.

## Biographie
Au cours de sa carrière, Rebecca Parris a chanté avec Count Basie, Buddy Rich, Wynton Marsalis, Gary Burton et Dizzy Gillespie.
Elle a joué au Monterey Jazz Festival, au North Sea Jazz Festival, à l’Oslo Festival de Jazz et à l’International Floating Jazz Festival. Elle a remporté les Boston Music Awards (en) à neuf reprises.

## Réception critique
« J'entends un peu de Carmen McRae quand j'écoute Rebecca » a déclaré Ron Della Chiesa (en), le disc jockey de jazz de la radio WGBH (en) (Boston), « et un peu de Sarah Vaughan. Je pense qu'elle est de ce niveau. »
« Sarah Vaughan et Carmen McRae étaient mes amis quand elles étaient en vie et c'était une grande bénédiction de les connaitre » a déclaré Rebecca Parris. « Et être accepté comme l'une d'entre elles était énorme.
 »

## Discographie
| Année | Titre                               | Genre | Label               |
| ----- | ----------------------------------- | ----- | ------------------- |
| 1984  | Passionate Fling                    | Jazz  | Shira               |
| 1985  | Live at Chan's [Live]               | Jazz  | Shira               |
| 1990  | Love Comes and Goes                 | Jazz  | Ent. Exclusives     |
| 1993  | Spring                              | Jazz  | Musicmasters        |
| 1994  | A Beautiful Friendship              | Jazz  | Altenburgh Jazz     |
| 1994  | It's Another Day (avec Gary Burton) | Jazz  | GRP                 |
| 1997  | Double Rainbow [Live]               | Jazz  | Shira               |
| 2001  | My Foolish Heart                    | Jazz  | Koch                |
| 2002  | The Secret of Christmas             | Jazz  | Shira               |
| 2007  | You Don't Know Me                   | Jazz  | Saying It With Jazz |